# Benton Harbor
Benton Harbor è un comune degli Stati Uniti d'America, nella contea di Berrien, nello Stato del Michigan.
Secondo il censimento del 2010 vi abitano 10038 persone: il 7% della popolazione è bianca, l'89,2% afroamericana, lo 0,3% nativa americana, lo 0,1% asiatica, lo 0,8% di altre etnie e il 2,6% di due o più etnie.
A Benton Harbor ha sede l'azienda multinazionale Whirlpool Corporation.

## Geografia fisica

### Clima
| Mese                  | Mesi | Mesi | Mesi | Mesi | Mesi | Mesi | Mesi | Mesi | Mesi  | Mesi | Mesi | Mesi | Stagioni | Stagioni | Stagioni | Stagioni | Anno  |
| Mese                  | Gen  | Feb  | Mar  | Apr  | Mag  | Giu  | Lug  | Ago  | Set   | Ott  | Nov  | Dic  | Inv      | Pri      | Est      | Aut      | Anno  |
| --------------------- | ---- | ---- | ---- | ---- | ---- | ---- | ---- | ---- | ----- | ---- | ---- | ---- | -------- | -------- | -------- | -------- | ----- |
| T. max. media (°C)    | −1   | 1,4  | 7,2  | 13,4 | 14,3 | 25,0 | 27,2 | 26,4 | 22,5  | 16,2 | 8,3  | 1,5  | 0,6      | 11,6     | 26,2     | 15,7     | 13,5  |
| T. min. media (°C)    | −8,1 | −6,8 | −2,5 | 2,6  | 8,0  | 13,4 | 16,1 | 14,9 | 10,9  | 5,4  | 0,3  | −5,2 | −6,7     | 2,7      | 14,8     | 5,5      | 4,1   |
| T. max. assoluta (°C) | 20   | 22   | 29   | 32   | 35   | 40   | 40   | 38   | 37    | 34   | 28   | 21   | 22       | 35       | 40       | 37       | 40    |
| T. min. assoluta (°C) | −29  | −25  | −21  | −13  | −5   | −1   | 3    | 2    | −5    | −9   | −28  | −26  | −29      | −21      | −1       | −28      | −29   |
| Precipitazioni (mm)   | 58,9 | 42,7 | 61,7 | 95,8 | 84,6 | 89,7 | 82,3 | 88,1 | 150,9 | 78,5 | 83,8 | 68,8 | 170,4    | 242,1    | 260,1    | 313,2    | 985,8 |
| Nevicate (cm)         | 66   | 43,9 | 16,3 | 2,3  | 0,0  | 0,0  | 0,0  | 0,0  | 0,0   | 1,0  | 11,2 | 52,8 | 162,7    | 18,6     | 0,0      | 12,2     | 193,5 |